# Etelis coruscans
Etelis coruscans és una espècie de peix de la família dels lutjànids i de l'ordre dels perciformes.

## Morfologia
- Els mascles poden assolir 120 cm de longitud total.[4][5]

## Alimentació
Menja peixets, calamars i crustacis.

## Hàbitat
És un peix marí i associat als esculls de corall que viu entre 90-400 m de fondària.

## Distribució geogràfica
Es troba des de l'Àfrica oriental fins a les Hawaii, el sud del Japó i Austràlia (Queensland i Nova Gal·les del Sud).

## Ús comercial
És molt apreciat per la qualitat de la seua carn i es comercialitza fresc i congelat.